# 88. вечити дерби у фудбалу
88. вечити дерби у фудбалу је фудбалска утакмица одиграна у Београду 27. априла 1991. године, између Црвене звезде и Партизана. Утакмица се завршила резултатом 3 : 1 (3 : 1) за Црвену звезду.